# Мюллер, Мэри Энн
Мэри Энн Мюллер (урождённая Уилсон, затем Гриффитс; 22 сентября 1819, Лондон — 18 июля 1901, Бленем) — новозеландская суфражистка и феминистка. В Новозеландском биографическом словаре она названа «первой суфражисткой Новой Зеландии».
Её имя включено в композицию «Этаж наследия» Джуди Чикаго.

## Жизнь
Родилась в Лондоне, переехала в Новую Зеландию с двумя сыновьями в 1849 году. Неизвестно, была ли она вдовой или бросила мужа из-за его жестокости. Мэри Энн проработала два года учительницей в Нельсоне и там вышла замуж во второй раз, за Стивена Ланна Мюллера, хирурга и иммигранта из Великобритании, в 1851 году. Известно, что к этому моменту её первый муж уже умер.
В 1864 году она познакомилась с британской защитницей прав женщин Марией Рай, которая посещала Новую Зеландию. Мюллер начала внимательно следить за феминистскими движениями в Великобритании и США. Также она начала писать статьи на тему прав женщин, которые её друг Чарльз Эллиотт, редактор Nelson Examiner, публиковал в своей газете. Мюллер писала под псевдонимом «Fémmina» прежде всего потому, что её муж, местный политик, возражал против её взглядов.
В 1869 году, всё ещё под псевдонимом, она написала «Обращение к мужчинам Новой Зеландии» (An appeal to the men of New Zealand), первую опубликованную в Новой Зеландии брошюру по вопросу избирательного права женщин. Аргументация Мюллер заключалась в том, что женщинам необходимо право голоса, чтобы они могли в полной мере способствовать прогрессу нации. Она также требовала отмены дискриминационного законодательства и призывала мужчин, особенно членов парламента, поддержать женское избирательное право. Её брошюра «вызвала значительный интерес как в Новой Зеландии, так и за рубежом». Она получила письмо в поддержку и поздравления от Джона Стюарта Милля. Не желая из-за положения своего мужа становиться общественным деятелем, Мюллер тем не менее встретилась с Уильямом Фоксом, чтобы обсудить свои взгляды. Согласно Бруклинскому музею, «Закон о собственности замужних женщин 1870 года вобрал в себя многие из её идей».
Она раскрыла свою личность только в 1898 году, через семь лет после смерти мужа. Мэри Энн умерла в Бленеме 18 июля 1901 года и была похоронена на кладбище Омака.